# František Hudec

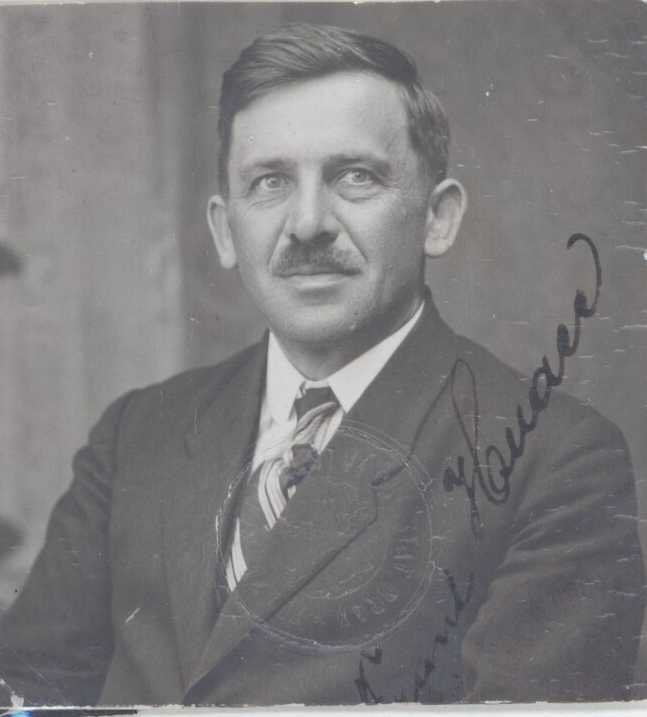
František Hudec

František Hudec (8. května 1891 Velké Tresné – 7./8. září 1943 Berlín) byl ředitel školy v Trhové Kamenici popravený za účast v Obraně národa.

## Život
Narodil se 8. května 1891 do evangelické rodiny ve Velkém Tresném č. p. 8 v rodině rolníka Eduarda Hudce a Františky, rozené Buršové z Rovečného (Rovečína) V letech 1903–1906 chodil do měšťanské školy v Poličce. Učitelský ústav absolvoval v Poličce v letech 1906–1911. Do roku 1914 působil na evangelických školách v Hradišti u Nasavrk a v Klášteře nad Dědinou (dvoutřídky). Po narukování v 1. světové válce se dostal na ruskou frontu, kde padl do zajetí již 1. září 1914  a byl zde dlouhá čtyři léta. V čsl. legiích působil od 20. 9. 1918 (prezentován v Tobolsku). Uvádí se zařazení v legiích „štáb čsl. vojsk“ a propuštění z vojska: 20. 6. 1920.
Po návratu v roce 1920 nastoupil do čtyřtřídní smíšené školy ve Ctětíně a ještě týž rok do měšťanské školy v Nasavrkách (do roku 1932). V letech 1932–1935 učil v Dolních Měcholupech a Říčanech. Zároveň učil v odpoledních hodinách evangelické náboženství v Malči, Modletíně a Klokočově. Na školu v Trhové Kamenici nastoupil jako nově ustanovený definitivní ředitel dne 1. července 1935. K 1. dubnu 1941 byl dán do výslužby jako státně nespolehlivý.
Ženat byl dvakrát. První žena (1920–1929) Bohuslava zemřela a roku 1930 se oženil podruhé s Martou roz. Hanušovou.

## Odbojová činnost
Již od června 1939 se zúčastnil odbojové činnosti v Obraně národa, napojené na okresní organizaci v Chrudimi a vedené poručíkem Františkem Žákem jako jeho zástupce. Už 22. října 1941 byl František Hudec ve svém bytě v Nasavrkách zatčen. Prvních sedm měsíců byl vyslýchán v donucovací pracovně v Pardubicích a v místnostech gestapa na Oberlandratu. Začátkem června 1943 byl Hudec převezen do Berlína-Plötzensee, kde předstoupil dne 7. června před Lidový soud, který ho odsoudil k trestu smrti. František Hudec byl popraven v noci ze 7. na 8. září 1943 oběšením, když kvůli bombardování nefungovala gilotina.